# Gold Reserve Act
Le United States Gold Reserve Act est une loi du 30 janvier 1934 qui exige que tout l'or physique et les certificats d'or détenus par la Réserve fédérale soient remis et confiés au seul titre du département du Trésor des États-Unis. Cette loi a également interdit au Trésor et aux institutions financières de racheter des dollars contre de l'or, et a mis en place un Fonds de stabilisation des changes sous le contrôle du Trésor pour contrôler la valeur du dollar sans l'aide (ou l'approbation) de la Réserve fédérale. Enfin, cette loi a autorisé le président à établir la valeur en or du dollar par décret,. 
Immédiatement après l'adoption de la loi, le président Franklin D. Roosevelt a changé le prix légal de l'or de 20,67 $ l'once troy à 35 $. Cette variation des prix a notamment incité les mines d'or du monde entier à accroître leur production et a eu pour effet une augmentation des exportations d'or depuis l'étranger vers les États-Unis. La Gold Reserve Act a entraîné une importante accumulation d'or par la Réserve fédérale et le Trésor américain, dont une grande partie a été stockée dans le dépôt de lingots à Fort Knox, construit pour l'occasion. L'augmentation des réserves d'or ainsi que la dévaluation parallèle du dollar américain par rapport à l'or ont rendu possible une augmentation massive de la masse monétaire, ce qui n'était sinon pas possible en raison du système d'étalon-or en vigueur à l'époque. L'augmentation de la masse monétaire a permis d'abaisser les taux d'intérêt réels, ce qui a à son tour accru l'investissement dans les biens durables et a eu pour effet de stopper la déflation. 
Un an plus tôt, en 1933, le décret exécutif 6102 avait institué en infraction pénale la possession ou le commerce d'or par des citoyens américains n'importe où dans le monde, à l'exception de certains bijoux et pièces de collection. Ces interdictions ont été assouplies à partir de 1964 - les certificats d'or étaient à nouveau autorisés pour les investisseurs privés le 24 avril 1964, sans que l'obligation de payer le détenteur du certificat sur demande en espèces d'or ne soit alors toujours pas respectée. En 1975, les Américains pouvaient à nouveau librement détenir et échanger de l'or.

## Contexte

### Contexte économique américain

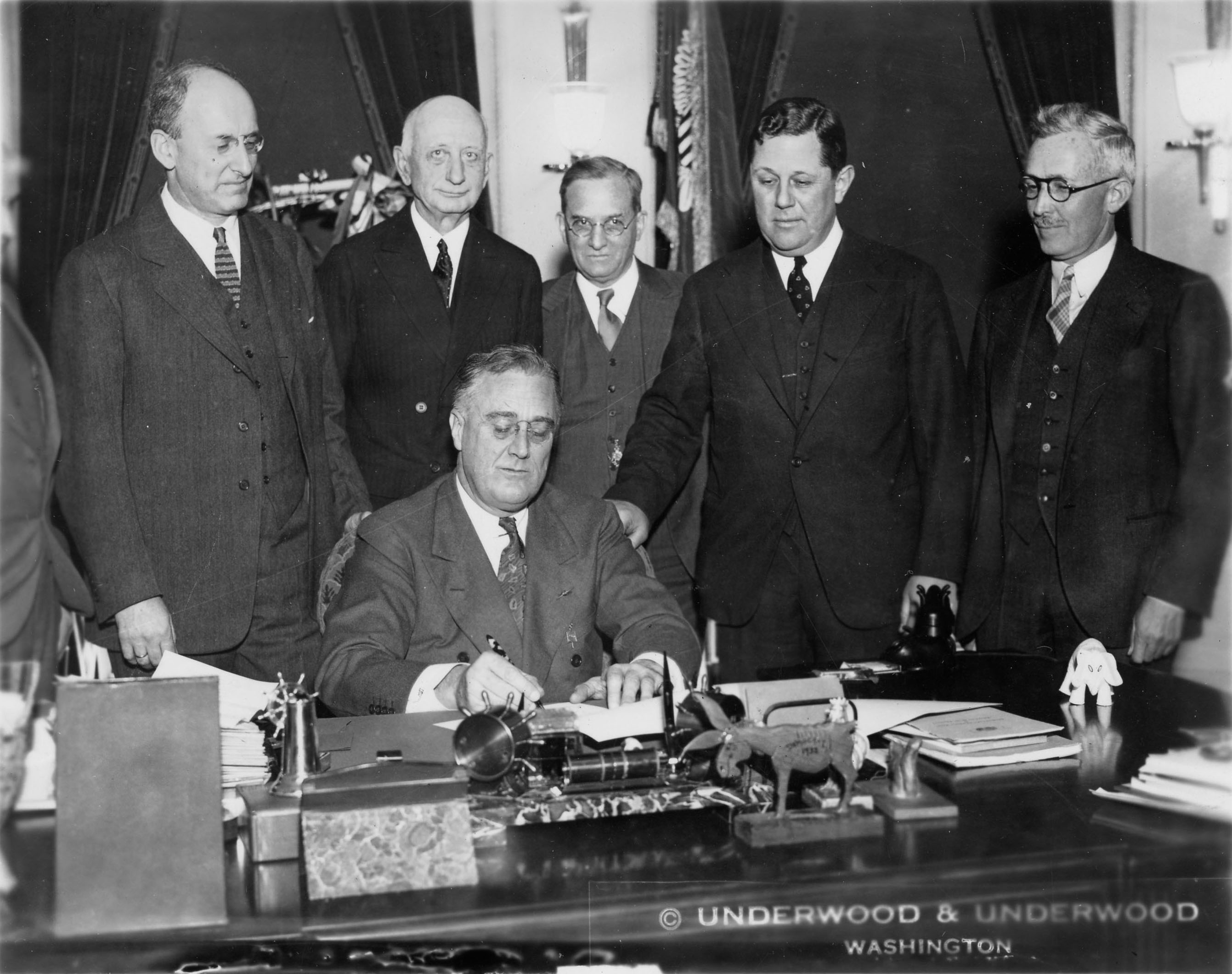
Le président Franklin Delano Roosevelt signe le projet de loi en 1934.

En 1934,  lorsque la Gold Reserve Act est promulguée, les États-Unis subissent toujours les effets négatifs du krach boursier de 1929. Le président Roosevelt tente alors de réduire le chômage, d'augmenter les salaires et d'augmenter la masse monétaire. L'augmentation de la masse monétaire est cependant très encadrée par le strict respect par les États-Unis du système d'étalon-or. Le Gold Reserve Act, qui interdit l'exportation d'or, restreint la propriété de l'or et met un terme à la convertibilité de l'or en papier-monnaie permet à l'économie américaine de s'affranchir de cette limitation. Cette loi ratifie le précédent décret exécutif 6102 qui exigeait que presque tout l'or soit échangé contre du papier-monnaie. 
Immédiatement après l'adoption de la loi, le président réévalue le prix de l'or à 35 $ l'once troy. Cette dévaluation du dollar à pour conséquence d'augmenter considérablement le taux de croissance du revenu national brut (RNB) de 1933 à 1941. Entre 1933 et 1937, le RNB aux États-Unis augmente à un taux moyen de plus de 8 %. Cette croissance de la production réelle est principalement due à une croissance de la masse monétaire M1 (la part pièces et billets en circulation plus les dépôts à vue), qui a augmenté à un taux moyen de 10 % par an entre 1933 et 1937. Il est généralement admis que la reprise après la Grande Dépression de 1929 soit due à la politique budgétaire et à la participation des États-Unis à la Seconde Guerre mondiale. Friedman et Schwartz ont au contraire affirmé que « le taux rapide de croissance de la masse monétaire au cours de trois années successives de juin 1933 à juin 1936 était une conséquence de l'apport d'or produit par la réévaluation de l'or et la fuite des capitaux vers les États-Unis ». Aux États-Unis, les avoirs du Trésor en or ont triplé, passant de 6 358 tonnes métriques d'or fin en 1930 à 8 998 en 1935 (après la loi), puis à 19 543 tonnes métriques d'or fin en 1940 
La réévaluation de l'or référencé était une décision politique active prise par l'administration Roosevelt afin de dévaluer le dollar. Le plus grand afflux d'or au cours de cette période a été en réponse directe à la réévaluation de l'or. Une augmentation de M1, qui résulte d'un afflux d'or, a fait également baisser les taux d'intérêt réels, stimulant ainsi les achats de biens de consommation durables en réduisant le coût d'opportunité des dépenses. Si la loi sur la réserve d'or n'avait pas été promulguée et que la masse monétaire avait suivi sa tendance historique, le PNB réel aurait été d'environ 25 % inférieur en 1937 et 50 % inférieur en 1942. 

### Contexte économique mondial
Pendant la crise, la communauté internationale a commencé à transférer une grande partie de ses réserves d'or aux États-Unis. Les investisseurs étrangers ont réclamé l'augmentation de 15 $ de la valeur de 20,67 $ à 35 $ l'once troy et ont exporté leur or aux États-Unis en quantités record, ce qui a fait augmenter les avoirs du Trésor américain. Ces données révèlent deux aspects importants relatifs à l'or au début du XXe siècle. Le premier est l'adoption massive de l'or en tant que monnaie à travers le monde. Ces données démontrent également l'augmentation rapide des réserves d'or aux États-Unis. Même en 1900, les États-Unis ne détenaient que 602 tonnes d'or en réserve. C'était 61 tonnes de moins que la Russie et seulement 57 tonnes de plus que la France. 
Au cours des 20 années suivantes, les réserves des pays ont augmenté à mesure que la quantité d'or sur le marché augmentait et que les échanges se normalisaient. Cependant, dans les années 1930, il y a eu une soudaine augmentation des réserves aux États-Unis. De 1930 à 1940, les avoirs en trésorerie ont triplé, principalement en raison d'investissements étrangers. Une autre raison derrière le transfert des réserves aux États-Unis a été la suspension de l'étalon-or en Grande-Bretagne le 21 septembre 1931. Les réserves d'or de la Banque d'Angleterre ont également été multipliée par plus de dix entre 1930 et 1940, mais elles étaient toujours inférieures à celles des États-Unis. La Banque de France a également vu plus de 200 tonnes d'or transférées à New York à la suite de la hausse des prix en Amérique. 

## Rôles de la Réserve fédérale et du Trésor des États-Unis
Roosevelt a justifié la Gold Reserve Act 1934 en déclarant que « Puisqu'il n'y avait pas assez d'or pour payer tous les détenteurs d'obligations en or, [...] le gouvernement devrait, dans l'intérêt de la justice, ne permettre qu'aucun d'entre eux ne soit payé en or ». 
Avant le Gold Reserve Act de 1934, le système de la Réserve fédérale était l'objet de critique. Selon certains analystes de l'époque, la crise de 1929 à 1933 n'était pas due à une « défaillance du marché » mais à une mauvaise gestion de la politique monétaire par la banque centrale. C'est dans ce contexte de défiance vis à vis de la réserve que le Congrès a transmis les pouvoirs de la Réserve fédérale au Trésor. Selon Gove Griffith Johnson, économiste à l'époque, la politique de l'or du Trésor était « un instrument essentiel pour atteindre les objectifs politiques souhaités ». En d'autres termes, le système de la Réserve fédérale avait plutôt servi d'"instrument technique pour appliquer les politiques du Trésor", selon Johnson.   
Avec le Central Banking Act de 1935, le Federal Open Market Committee (FOMC) a autorisé la Federal Reserve Bank de New York à acheter et / ou vendre des titres du gouvernement américain sur le marché libre afin de déterminer le stock d'argent aux États-Unis. La Fed Board a également acquis son pouvoir sur les réserves obligatoires des banques membres. Étant donné que le FOMC déterminait la quantité de monnaie en circulation, la quantité d'or dans le système n'a pas affecté le stock de monnaie dans l'économie américaine. En raison de la loi bancaire, le secrétaire au Trésor n'était plus le Conseil des gouverneurs de la Fed. Cependant, le fait d'être président a donné au secrétaire suffisamment de pouvoir pour influencer la Fed.

## Conséquences

### Effet sur l'inflation/déflation
Après la loi de 1934, la déflation, qui avait atteint un taux de -10,5 % lors du crash de 1921 et qui a été précédé par une inflation de plus de 14 % pendant 4 années consécutives juste avant 1921, ne passera plus jamais sous la barre des -2,1 %. Avant 1934, de 1914 à 1934, l'inflation présentait une moyenne géométrique de 1,37 % par an. Après 1934, de 1934 à 2013, l'inflation présentait une moyenne géométrique de 3,67 % par an. L'inflation était plus stabilisée, mais toujours supérieure à celle de la période précédente. Cela peut être dû au fait que l'étalon-or a été abandonné au fil du temps.

### Litiges
L'adoption du Gold Reserve Act de 1934 signifiait que le peuple américain ne pouvait plus détenir d'or, à l'exception des bijoux et des pièces de collection. Après l'adoption de la loi sur la réserve d'or, plusieurs personnes ont été inculpées pour avoir violé les clauses qui limitaient la propriété et le commerce de l'or. Frederick Barber Campbell (qui a en fait été condamné en vertu du décret 6102, prédécesseur du Gold Reserve Act), a été reconnu coupable d'avoir thésaurisé de l'or lorsqu'il a tenté de retirer 5 000 onces troy d'or qu'il détenait à la Chase National Bank. Gus Farber, un marchand de diamants et de bijoux, a été arrêté avec son père et douze autres personnes pour avoir vendu illégalement des pièces d'or de 20 dollars sans licence. La famille Baraban a été arrêtée pour avoir exploité un commerce de déchets d'or sous une fausse licence. Des sociétés étrangères se sont même vu confisquer leur or. La Uebersee Finanz-Korporation, une société bancaire suisse, avait 1 250 000 dollars en pièces d'or qui étaient détenues aux États-Unis.
Dans les affaires Consolidated Gold Clause Cases (connues indépendamment sous le nom de Perry v. U.S., U.S. v. Bankers Trust Co., Norman v. Baltimore & Ohio R. Co., Nortz v. U.S.), la loi sur la réserve d'or a été soumise à l'examen de la Cour suprême des États-Unis, qui a confirmé de justesse la politique de Roosevelt en matière de confiscation de l'or.

## Postérité
La décision de 2008 216 Jamaica Avenue, LLC contre S&R Playhouse Realty Co. établit qu'une clause d'or dans les contrats signés avant 1933 était seulement suspendue, non effacée et, dans certaines circonstances limitées, pouvait être réactivée. 

## Voir également
- Décret exécutif 6102
- Étalon-or
- New Deal